# NGC 3618
NGC 3618 is een balkspiraalstelsel in het sterrenbeeld Leeuw. Het hemelobject werd op 10 april 1785 ontdekt door de Duits-Britse astronoom William Herschel.

## Synoniemen
- UGC 6327
- MCG 4-27-14
- MK 1288
- ZWG 126.25
- PGC 34575